# Geografie Irska

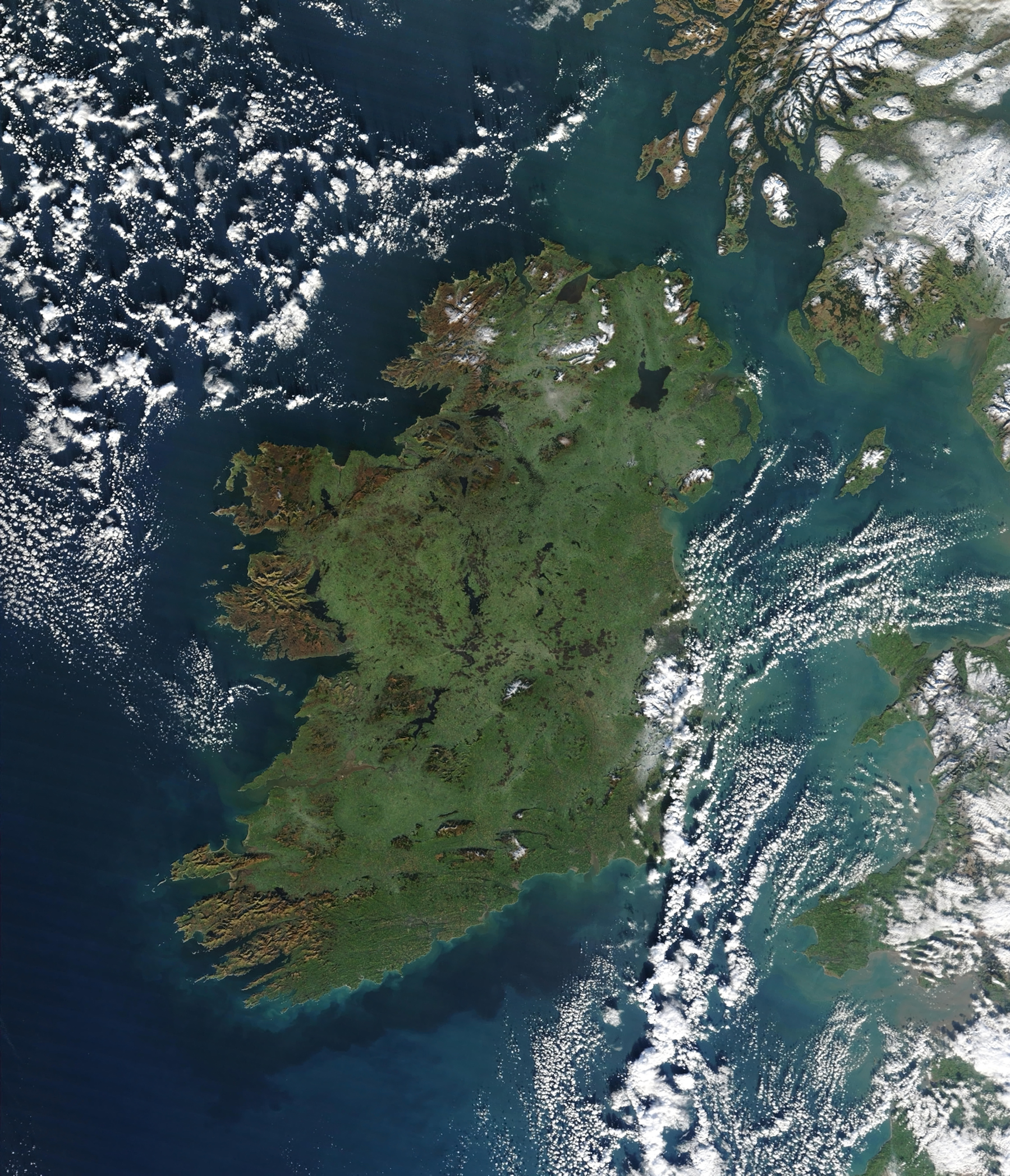
Irsku se někdy pro jeho bujnou vegetací říká „Smaragdový ostrov“

Geografie Irska popisuje ostrov v severozápadní Evropě, ležící v severní části Atlantského oceánu. Pro reliéf Irska jsou charakteristické nížinaté pláně v centrální části ostrova obklopené prstencem hor při pobřeží. Největším vrcholem Irska je Carrauntoohil (irsky: Corrán Tuathail) o nadmořské výšce 1041 metrů nad mořem. Západní pobřeží je členité s mnoha ostrovy, poloostrovy, mysy a zálivy. Ostrov protíná řeka Shannon je se svou délkou 386 kilometrů a 113 kilometrů dlouhým estuárem nejdelší řekou Irska. Pramení na severozápadě hrabství Cavan u Ulsteru a teče směrem na jih, kde se u Limericku vlévá do Atlantského oceánu. V Irsku se nachází množství velkých jezer, z nichž největší je Lough Neagh.
Politicky se ostrov skládá z Irské republiky, která má jurisdikci nad zhruba pěti šestinami ostrova, a Severním Irskem, jenž je jednou ze čtyř zemí Spojeného království, které má jurisdikci nad zbývající šestinou. Irsko se nachází západně od ostrova Velká Británie na zeměpisných souřadnicích 53° s. š., 8° z. d.. Rozkládá se na celkové ploše 84 421 km2. Od Velké Británie je oddělen Irským mořem a od kontinentální Evropy pak Keltským mořem.

## Administrativní dělení
Irsko se dělí do čtyř provincií: Connacht, Leinster, Munster a Ulster, a 32 hrabství. Šest z devíti ulsterských hrabství tvoří Severní Irsko a zbývajících 26 hrabství tvoří Irskou republiku.
| Mapa Irska s očíslovanými hrabstvími | Irská republika 1. Dublin 2. Wicklow 3. Wexford 4. Carlow 5. Kildare 6. Meath 7. Louth 8. Monaghan 9. Cavan 10. Longford 11. Westmeath 12. Offaly 13. Laois 14. Kilkenny 15. Waterford 16. Cork | 1. Kerry 2. Limerick 3. Tipperary 4. Clare 5. Galway 6. Mayo 7. Roscommon 8. Sligo 9. Leitrim 10. Donegal Severní Irsko 1. Fermanagh 2. Tyrone 3. Londonderry 4. Antrim 5. Down 6. Armagh |